# Saint-Brieuc
Saint-Brieuc [sɛ̃ bʁijø] (bretonisch Sant-Brieg) ist eine französische Stadt in der Bretagne in Nordwest-Frankreich mit 44.607 Einwohnern (Stand 1. Januar 2022). Sie ist der Sitz der Präfektur des Départements Côtes-d’Armor.
Saint-Brieuc ist einer der Standorte der Universität der Westbretagne und Sitz des römisch-katholischen Bistums Saint-Brieuc.

## Lage und Klima
Die Stadt liegt etwa 90 km (Fahrtstrecke) südwestlich von Saint-Malo bzw. ca. 3 km (Luftlinie) entfernt vom Ärmelkanal überwiegend auf einem Plateau, in das die Flüsse Gouët und Gouédic tiefe Täler gegraben haben. Nordöstlich der Stadt mündet der Gouët in die Bucht von Saint-Brieuc. Der südlichste Teil der Baie de Saint-Brieuc ist ein Naturschutzgebiet, in der die Inselgruppe Mez de Goëlo liegt. Das Klima ist in hohem Maße vom nahen Meer geprägt; Regen (ca. 950 mm/Jahr) fällt übers Jahr verteilt.

## Bevölkerungsentwicklung
| Jahr      | 1800  | 1851   | 1901   | 1954   | 1999   | 2021   |
| Einwohner | 8.394 | 12.813 | 22.198 | 37.670 | 46.087 | 44.224 |

Die Einwohnerzahl ist vor allem durch Zuwanderung aus den umliegenden Dörfern und Landgemeinden kontinuierlich angestiegen.

## Wirtschaft
Die Gemeinde und ihre Umgebung waren jahrhundertelang landwirtschaftlich geprägt. Die meisten Menschen lebten als Selbstversorger; im Ort selbst bildeten sich verschiedene Handwerks- und Dienstleistungsberufe heraus. Seit den 1960er Jahren spielt der Tourismus – auch in Form der Vermietung von Ferienwohnungen (gîtes) – eine immer stärker werdende Rolle im Wirtschaftsleben der Gemeinde.
Der Ort ist ein Bahnknotenpunkt, hier treffen sich die Bahnstrecke Rennes–Saint-Malo und die Bahnstrecke Lison–Lamballe.

## Geschichte
Bei der Quelle von Saint-Brieuc soll sich im 5. Jahrhundert, als die Bretagne christianisiert wurde, der keltische Mönch Briocus von Saint-Brieuc oder Brieuc († um 502; Fest am 1. Mai oder am 17./18. Oktober) niedergelassen haben, um ein Kloster zu gründen, um das sich nach und nach die spätere Stadt entwickelte. Briocus war also der Legende nach Namensgeber der Stadt. Die Quelle bei der Kapelle Notre-Dame de la Fontaine ist seit dem 15. Jahrhundert durch eine Überdachung geschützt.
Nach der Befreiung Frankreichs von der deutschen Besatzung im Zweiten Weltkrieg wurde Im Frühling 1945 in der Nähe von Saint-Brieuc der Film Schienenschlacht gedreht.

## Wirtschaft und Verkehr

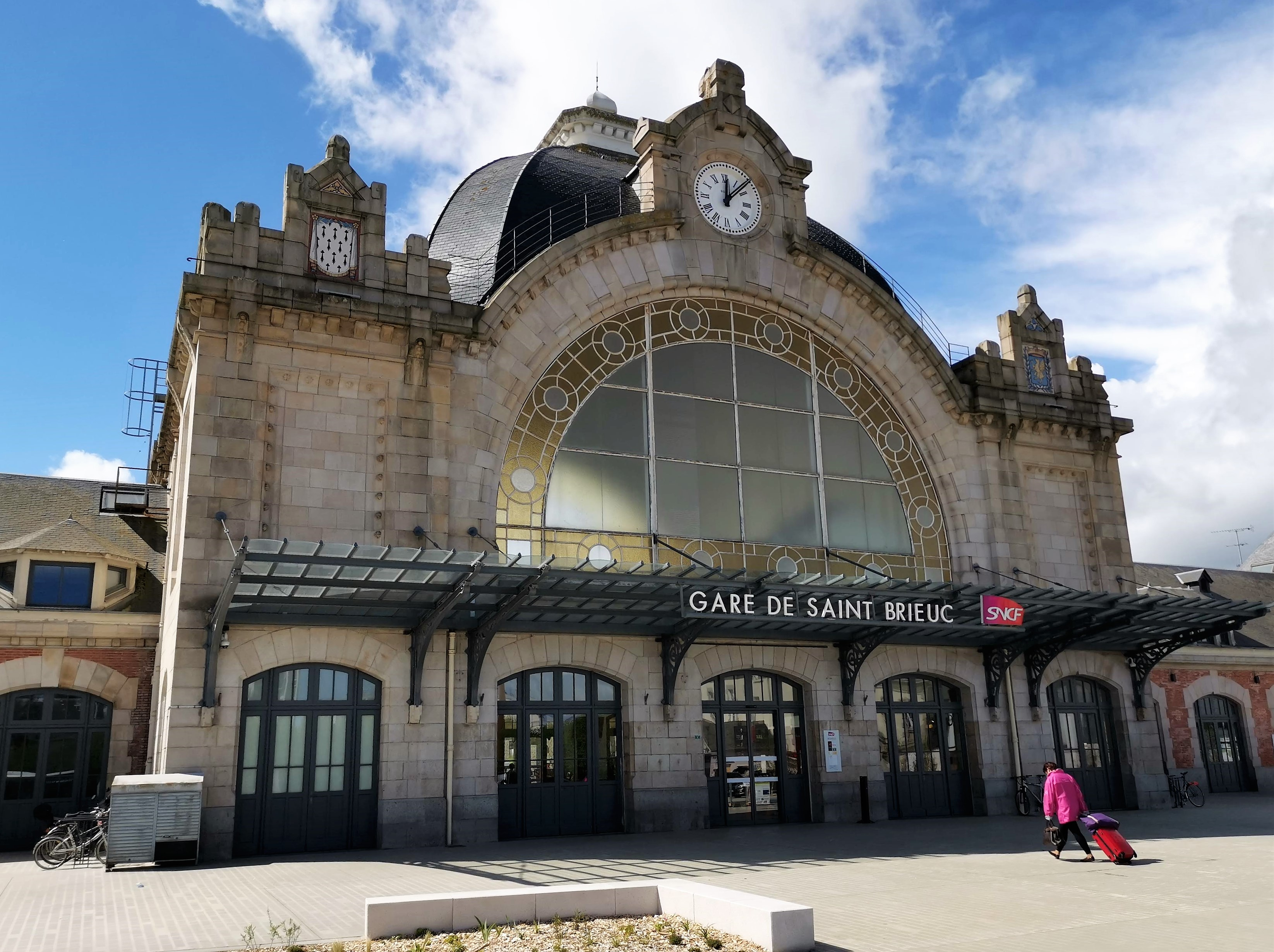
Empfangsgebäude des zweiten Bahnhofs von 1931

Saint-Brieuc wird im Schiffsregister unter „SB“ als Heimathafen angegeben. Der kanalisierte Gouët führt zum Handels- und Fischereihafen Le Légué. Des Weiteren gibt es einen Sporthafen und den Regionalflughafen Saint Brieuc–Armor. Daneben bestimmen die Verarbeitung landwirtschaftlicher Produkte und die dafür erforderlichen Kühlhäuser das Wirtschaftsleben.
Die Stadt hat einen Bahnhof an der Bahnstrecke Paris–Brest, dessen Vorgänger im Jahr 1863 von der Compagnie des chemins de fer de l’Ouest eröffnet wurde. 1931 wurde der Bahnhof verschoben und erhielt ein neues Empfangsgebäude. Aktuell wird er von TGV-Hochgeschwindigkeitszügen der Relation Paris–Rennes–Brest/Lannion und Regionalzügen des TER Bretagne bedient. In Saint-Brieuc zweigen die Bahnstrecke Saint-Brieuc–Le Légué und die Bahnstrecke Saint-Brieuc–Pontivy ab, die beide nur noch im Güterverkehr befahren werden.

## Sehenswürdigkeiten

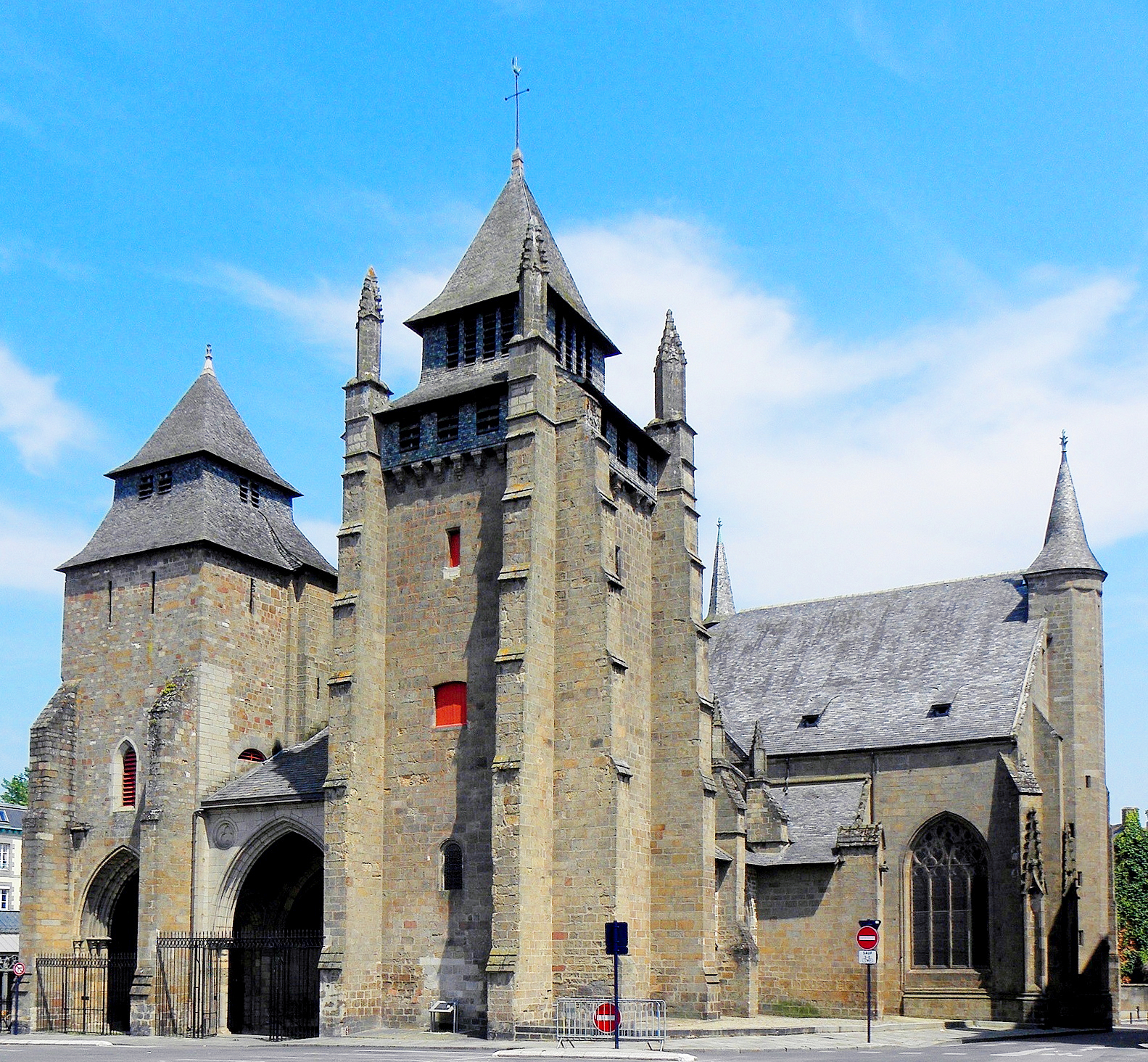
Kathedrale Saint-Étienne

- Wichtigste Sehenswürdigkeit der Stadt ist die gotische Kathedrale Saint-Étienne aus dem 13./14. Jahrhundert. Nördlich der Kathedrale findet sich ein Viertel mit alten Fachwerkhäusern. Bis ins 16. Jahrhundert war Saint-Brieuc als eine der sieben ältesten Bischofsstädte der Bretagne Station der großen Wallfahrt Tro-Breizh.
- Weitere Sehenswürdigkeiten der Stadt sind Viadukte über die beiden Flusstäler, der Aubé-Hügel und der Turm Saint-Esprit sowie die Basilika Notre-Dame-d’Espérance.

Siehe auch: Liste der Monuments historiques in Saint-Brieuc

## Partnerstädte
Saint-Brieuc pflegt Städtepartnerschaften mit
- Agia Paraskevi in Griechenland, seit 1991
- Aberystwyth in Wales, seit 1973
- Alsdorf in Nordrhein-Westfalen, seit 1970

Freundschaftliche Zusammenarbeit im Rahmen der coopération décentralisée gibt es seit 2002 mit Agadez (Niger), seit 2003 mit Gabès (Tunesien), seit 2009 mit Battir und Kufur Thilit in den palästinensischen Autonomiegebieten und seit 2010 mit Gorazde (Bosnien und Herzegowina).

## Persönlichkeiten
- Émile Durand (1830–1903), Komponist und Musikpädagoge
- Auguste de Villiers de L’Isle-Adam (1838–1889), Schriftsteller
- Louis Rossel (1844–1871), Offizier
- Louis Harel de la Noë (1852–1931), Ingenieur
- Célestin Bouglé (1870–1940), Soziologe
- Eugène Fournier (1871–1941), Höhlenforscher
- Florent Du Bois de La Villerabel (1877–1951), römisch-katholischer Geistlicher und Erzbischof
- Ludovic Morin (1877–1934), Bahnradfahrer
- Jean Grenier (1898–1971), Schriftsteller
- Henri Nomy (1899–1971), Admiral
- Louis Guilloux (1899–1980), Schriftsteller
- Jean Sébilleau (1902–1961), Autorennfahrer
- Michel Pécheux (1911–1985), Fechter
- Raymond Hains (1926–2005), Maler und Bildhauer des Nouveau Réalisme
- Maryvonne Dupureur (1937–2008), Leichtathletin und olympische Medaillengewinnerin
- Michel Merlet (* 1939), Komponist und Musikpädagoge
- Jean Jourden (1942–2024), Radrennfahrer
- Patrick Le Lay (1942–2020), ehemaliger Geschäftsführer des französischen Fernsehsenders TF1
- Patrick Dewaere (1947–1982), Schauspieler
- Claude Buchon (1949–2024), Radrennfahrer
- Anne-Marie Idrac (* 1951), Politikerin und Managerin (RATP, SNCF)
- Alain Cadec (* 1953), Politiker
- Béatrice Abgrall (* 1961), Tischtennisspielerin
- Patrice Lair (* 1961), Fußballtrainer und -spieler
- Jean-Pierre Lecaudey (* 1962), Organist
- Sylvie Josset (* 1963), Fußballspielerin
- Bruno Collet (* 1965), Animator und Filmregisseur
- Marie-Pierre Duros (* 1967), Mittel- und Langstreckenläuferin
- Jean-Christophe Boullion (* 1969), ehemaliger Formel-1-Rennfahrer
- Pierrick Pédron (* 1969), Jazzmusiker
- Sébastien Hinault (* 1974), Radrennfahrer
- Anthony Morin (* 1974), Radrennfahrer
- Benoît Poilvet (* 1976), Radrennfahrer
- David Le Lay (* 1979), Radrennfahrer
- Vincent Dubois (* 1980), Organist, Titularorganist der Kathedrale Notre-Dame de Paris
- Julien Féret (* 1982), Fußballspieler
- Yelle (* 1983), Sängerin
- Laëtitia Le Corguillé (* 1986), Radrennfahrerin
- Élie Gesbert (* 1995), Radrennfahrer
- Alicia Toublanc (* 1996), Handballspielerin
- Julien Le Cardinal (* 1997), Fußballspieler
- Gerzino Nyamsi (* 1997), französisch-kamerunischer Fußballspieler
- Maël Gouyette (* 1999), Mittelstreckenläufer
- Alexis Renard (* 1999), Radrennfahrer
- Mathis Le Berre (* 2001), Radrennfahrer
- Justin Bourgault (* 2005), Fußballspieler